# تهران‌نو

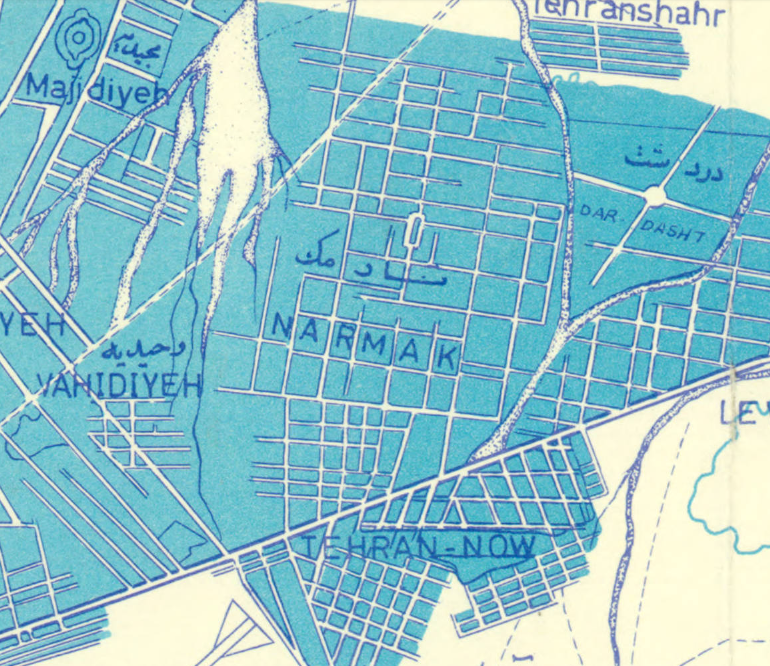
نقشه شرق تهران در سال ۱۳۴۶ منطقه نارمک، تهران نو، وحیدیه، مجیدیه و دردشت در نقشه

تهران نو نام محله‌ای واقع در شرق تهران پایتخت ایران است که در منطقه ۱۳ شهری تهران واقع شده‌است.
محله تهران نو از شمال به محله‌های نارمک، تهرانپارس و خیابان دماوند، از شرق به پارک جنگلی سرخه حصار، از جنوب به دوشان‌تپه و خیابان پیروزی و از غرب به محله نیروی هوایی متصل است.
خیابان‌کشی این محله نظم هندسی دارد و خیابان‌های شمال غربی به جنوب شرقی آن با بهره‌گیری از واژه مهر به‌صورت مهربار، مهرافروز، مهرآور، مهرپرور و مهرآگین و مهرجو نام‌گذاری شده‌اند. البته پس از انقلاب ۱۳۵۷ دگرگون کردن برخی از این نام‌ها، این نظم نام‌گذاری را به‌هم زده‌است.
شهیاد سابقاً دارای پنج میدان به نام‌های میدان آشتیانی، میدان اطلاعات، میدان چایچی، میدان لوزی و میدان امامت (فلکه وثوق) بوده‌است که با گسترش و امتداد بزرگراه شهید باقری به جنوب، میدان آشتیانی تبدیل به بزرگراه شده‌است. همچنین سینما ماندانا که محل برگزاری جشنواره فیلم‌های فجر نیز می‌باشد، در این محله واقع شده‌است.
شهیاد توسط مهندسان فرانسوی مقیم تهران بنیان‌گذاری شده و محل سکونت آنان بوده‌است.
املاک وثوق‌الدوله از رجال دورهٔ قاجار در اطراف میدان امامت فعلی قرار داشته؛ این میدان هنوز در میان ساکنان قدیمی محله به «میدان وثوق» معروف است. وی یک خانهٔ ویلایی هم در اطراف این میدان داشته که امروز اثری از آن نیست. حسن وثوق که مالک بخش اعظمی از زمین‌های شرق پایتخت بود و شرکتی هم به نام خود در همان محدوده داشت معمولاً اراضی خود را به تاجران محلی می‌فروخت. از آن جمله می‌توان به املاک فروخته شده به مهندس چای‌چی اشاره کرد که تا چند وقت پیش و قبل از توسعهٔ بزرگراه باقری، میدانی به نام وی در محلهٔ تهران‌نو وجود داشت.
شهیاد به چهار محله تقسیم می‌شود: شورا، امامت، حافظیه، آشتیانی
شهیاد پوشیده شده از درختان تنومند توت که در فصل بهار زیبایی این محلهٔ قدیمی را دو چندان می‌کند.

### شورا
محله شورا از شمال به خیابان دماوند، از شرق به خیابان‌های مسیل جاجرود و شمس و میدان‌های اطلاعات و چایچی، از جنوب به خیابان بصیر و از غرب به مسیل منوچهری و خیابان ابوریحان محدود می‌شود. پارک نشاط کودک در این محله واقع شده‌است و سرای محله شورا در خیابان چهاردهم نیروی هوایی بین کوچه قدیمی و خیابان شورا است و قرار است ایستگاه متروی تهران نو از توسعه شرقی خط ۴ در فلکه چایچی ساخته شود.

### امامت
محله امامت از شمال به خیابان دماوند، از شرق به خیابان‌های مسیل منوچهری و ابوریحان، از جنوب به خیابان بصیر و از غرب به خیابان سی متری نیروی هوایی محدود می‌شود. سرای محله امامت در مسیل منوچهری بین کوچه قاضی و خیابان شورا است و قرار است ایستگاه متروی میدان امامت از خط ۹ در این محله ساخته شود.

### حافظیه
محله حافظیه از شمال به خیابان بصیر، از شرق به خیابان شمس و بزرگراه شهید یاسینی، از جنوب به بزرگراه یاسینی و از غرب به خیابان سی متری نیروی هوایی محدود می‌شود. پارک‌های پیروزی، اوستا و زرتشت در این محله واقع شده‌است و سرای محله حافظیه در پارک پیروزی است و ورودی ۳ ایستگاه متروی شهید کلاهدوز در این محله است.

### آشتیانی
محله آشتیانی از شمال به خیابان دماوند، از شرق به بزرگراه‌های دوران و یاسینی، از جنوب به بزرگراه یاسینی و از غرب به مسیل جاجرود، خیابان شمس، فلکه اطلاعات و فلکه چایچی محدود می‌شود. پارک‌های نیما، صبا و خاقانی در این محله واقع شده‌است و سرای محله آشتیانی در خیابان فرخی بن‌بست باباطاهر است و قرار است ایستگاه متروی میدان تهران نو از توسعه شرقی خط ۴ در فلکه چایچی ساخته شود.

## دسترسی عمومی
محله تهران نو یکی از خوش مسیرترین محله‌های تهران است که از طریق خط یک سامانه اتوبوس تندرو تهران (تهرانپارس - میدان آزادی) و خط سه سامانه اتوبوس تندرو تهران (علم و صنعت - خاوران) و خط ۴ متروی تهران ایستگاه متروی شهید کلاهدوز که در جنوب فلکه لوزی قرار دارد قابل دسترسی عمومی است. همچنین پس از ساخت توسعه شرقی خط ۴ متروی تهران، ایستگاه تهران نو در محل میدان چایچی افتتاح خواهد شد.

### ایستگاه های اتوبوس
ایستگاه های بی‌آرتی خط ۱: چهارراه تهرانپارس، داریوش، خاقانی، ابوریحان، آیت و پل
ایستگاه های بی‌آرتی خط ۳: پیروزی، نیروی هوایی، امامت و آیت
ایستگاه های اتوبوس خط ۲۰۶(پایانه علم و صنعت-پایانه برای): آشتیانی، اطلاعات، چایچی، داروخانه، جوراب بافی، مسجد، فلکه لوزی، تره بار(یکطرفه)، منوچهری(یکطرفه)، ابتدای مسیل منوچهری(یکطرفه) و پیروزی(یکطرفه)

### ایستگاه های مترو
ایستگاه های مترو خط ۴: کلاهدوز و تهران نو(درحال ساخت)
ایستگاه های مترو خط ۹: امامت(درحال ساخت)

## اماکن مهم
- کتابخانه باباطاهر (انتها خیابان سعید عرب)
- سینما ماندانا (با درجه ممتاز)
  - ستاد مشترک سپاه تهران
- اداره کل دارایی شرق تهران
- اداره کل راه و شهرسازی استان تهران
- ایستگاه نخست خط چهار متروی تهران (ایستگاه متروی شهید کلاهدوز) که تا پیش از افتتاح، ایستگاه تهران نو نام داشت.
- مجموعه ورزشی آفتاب انقلاب (ویژه دو و میدانی)
- پایانه مسافربری اتوبوسرانی شرق تهران (ترمینال شرق)
- هنرستان سپاه تهران
- درمانگاه شرق
- بازار خرید بلال حبشی
- فروشگاه زنجیره‌ای رفاه (شعبه شهید کلاهدوز) واقع در میدان تره‌بار پیروزی
- مجموعه ورزشی عماد مغنیه (مهر سابق)
- مجموعه استخر فرات (خامنه‌ای پور سابق)
- درمانگاه مرکزی تهران‌پارس
- مرکز علوم کانون پرورش فکری کودکان و نوجوانان استان تهران (روبروی ایستگاه متروی شهید کلاهدوز)
- باشگاه ورزشی المپیک
- سالن ورزشی فجر
  - شهرداری منطقهٔ ۱۳ ناحیه ۲
- خانهٔ فرهنگ حافظیه
- خانهٔ فرهنگ مهرآور
- کمیته امداد امام خمینی منطقهٔ ۱۳
- کارخانهٔ جوراب‌بافی
- دفتر مرکز جمعیت اسلامی افغانستان
- هنرستان فنی نمونه پایگاه انقلاب
- دبستان ایران‌سنجش
- دبستان دخترانه علوی - شعبه میدان امامت تهران
- دبستان پسرانه علوی - شعبه فلکه اطلاعات تهران
- دبستان انقلاب اسلامی

## مساجد
- مسجد حَسنی (خیابان حافظیه)
- مسجد امام صادق (ع) (خیابان دماوند)
- مسجد صاحب الزمان (عج) (مسیل جاجرود)
  - مسجد الحسین (ع) (خیابان فرخی)
- مسجد امام جعفر صادق (ع) (خیابان مهرآور)
- مسجد امام حسن مجتبی (ع) (خیابان امامت)

## بوستان‌های تهران نو
- بوستان پیروزی (انتهای خیابان یازدهم نیروی هوایی، جنب ایستگاه متروی کلاهدوز)
- بوستان نشاط کودک (خیابان سفید کوه غربی، تقاطع خیابان سیزدهم نیروی هوایی، محل سابق کارخانه جوراب‌بافی، بازگشایی ۱۳۹۷)
- بوستان اوستا (انتهای خیابان چهاردهم نیروی هوایی)
- بوستان مهرآور (خیابان مهرآور)
- بوستان زینبیه (بزرگراه دوران)
- بوستان نیما (انتهای خیابان سعدی شرقی)
- بوستان سیمرغ (خیابان سی متری نیروی هوایی، تقاطع خیابان امامت)
- بوستان دانش آموز (ابتدای خیابان سعدی شرقی)
- بوستان صبا (انتهای خیابان سعدی شرقی)

## اسامی قدیم و جدید خیابان‌های تهران نو
همانگونه که ذکر شد، کوچه‌ها و خیابان‌های محله تهران نو با نام شعرا و نویسندگان مشعور، نامگذاری شده بود که پس از انقلاب برخی از آن‌ها به نام شهیدان جنگ و انقلاب تغییر یافتند:
| نام قدیم                    | نام جدید                              | سال تغییر نام |
| --------------------------- | ------------------------------------- | ------------- |
| میدان چایچی                 | میدان شهیدان رحیمی                    | ۱۳۹۲          |
| میدان وثوق                  | میدان امامت                           |               |
| میدان آشتیانی               | بزرگراه شهید باقری                    | ۱۳۸۸          |
| خیابان خاقانی               | بزرگراه شهید باقری                    | ۱۳۸۸          |
| خیابان مسیل سرخه حصار       | بزرگراه شهید یاسینی                   | ۱۳۸۸          |
| خیابان سفیدکوه غربی         | خیابان شهید اکبر وصالی                | ۱۳۹۲          |
| خیابان سفیدکوه شرقی         | خیابان شهید کوچک آقاسرمدیان           | ۱۳۹۲          |
| خیابان مسیل جاجرود          | خیابان شهید برادران رضایی             | ۱۳۹۳          |
| خیابان سنایی                | خیابان شهید محمدی / خیابان شهید رضایی |               |
| خیابان مهربار               | خیابان شهید علی شمس                   | ۱۳۹۵          |
| خیابان مهرآور               | خیابان شهید علی باستانی               | ۱۳۹۲          |
| خیابان مهرجو                | خیابان شهید کامبیز خشی                | ۱۳۸۲          |
| خیابان مهرافروز             | خیابان شهید عباس افضلی                |               |
| خیابان مهرپو                | خیابان شهید شهرام امیری               |               |
| خیابان مهرآگین              | خیابان شهید گلپایگانی                 |               |
| خیابان مهرورز               | بخش جنوبی خیابان هشتم نیروی هوایی     |               |
| خیابان مهرافزا              | بخش جنوبی مسیل منوچهری                |               |
| خیابان هاتف                 | خیابان مهربار                         |               |
| خیابان رودکی                | خیابان شهید شواخ                      |               |
| خیابان بابا افضل            | خیابان شهید محمد شبان                 |               |
| خیابان وصال شیرازی          | خیابان شهید حمید تیموری               |               |
| خیابان دلارام               | خیابان شهید محمود عبدالحمیدی          |               |
| خیابان بسطامی               | خیابان شهید عبدالعظیمی                |               |
| خیابان نظامی                | خیابان شهید معنوی                     |               |
| خیابان فخر                  | خیابان شهید مدنی                      |               |
| خیابان صفا                  | خیابان شهید داود قدیمی                |               |
| خیابان جامی                 | خیابان شهید خلیق فرد                  |               |
| خیابان پیروز                | خیابان شهید قاسم‌زاده                  |               |
| خیابان میگون                | خیابان شهید حسن زارع                  |               |
| خیابان‌های ده متری اول و دوم | مهدیه اول و دوم                       |               |
| خیابان میخک                 | خیابان شهید علیرضا مستعدی             |               |
| خیابان نوباده               | حیابان شهید براتی                     |               |

## بانک‌ها و موسسات مالی محله تهران نو
- بانک ملی شعبه بلال حبشی (خیابان بلال حبشی)
- بانک پاسارگاد شعبه تهران نو (خیابان بلال حبشی)
- بانک شهر شعبه خاقانی - سعدی (خیابان دماوند شرق، نرسیده به ایستگاه ابوریحان)
- بانک صادرات شعبه مهرآور - شورا (تقاطع خیابان مهرآور و شورا)
- بانک صادرات شعبه باباطاهر (خیابان بلال حبشی)
- بانک صادرات شعبه ابوریحان (خیابان ابوریحان)(در مهر ۱۴۰۲ به شعبه مهرآور - شورا منتقل شد)
- بانک ملت شعبه پل تهران‌نو
- بانک آینده شعبه امامت - نیروی هوایی (خیابان امامت)
- بانک ملی شعبه سی متری امامت (خیابان امامت)
- بانک سپه شعبه تهران‌نو (خیابان دماوند، پل تهران نو)
- بانک رفاه کارگران شعبه پدرثانی (خیابان دماوند، پل تهران نو)
- مؤسسه مالی و اعتباری ملل (عسکریه سابق) شعبه تهران‌نو (خیابان امامت)
- مؤسسه مالی و اعتباری کوثر (نبش چهارراه آیت)

## نگارخانه

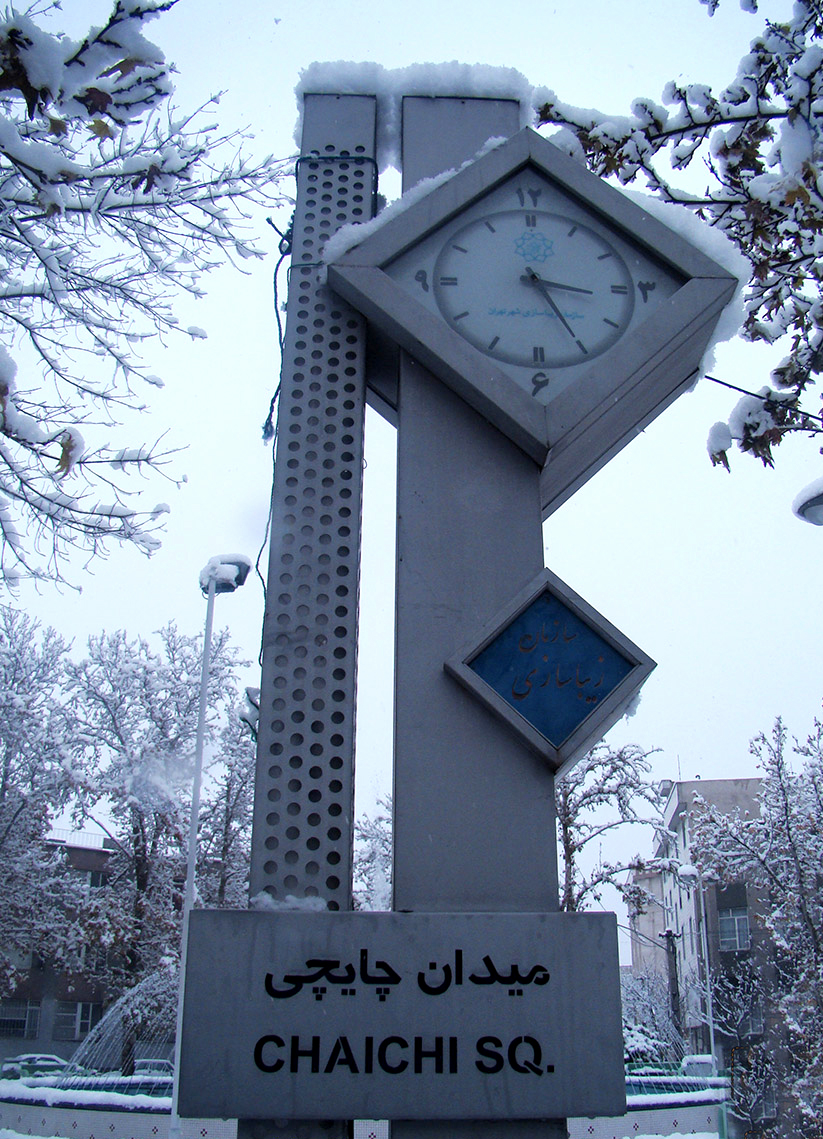
میدان چایچی تهران نو(قبل از بازسازی) - تهران - زمستان ۱۳۹۲
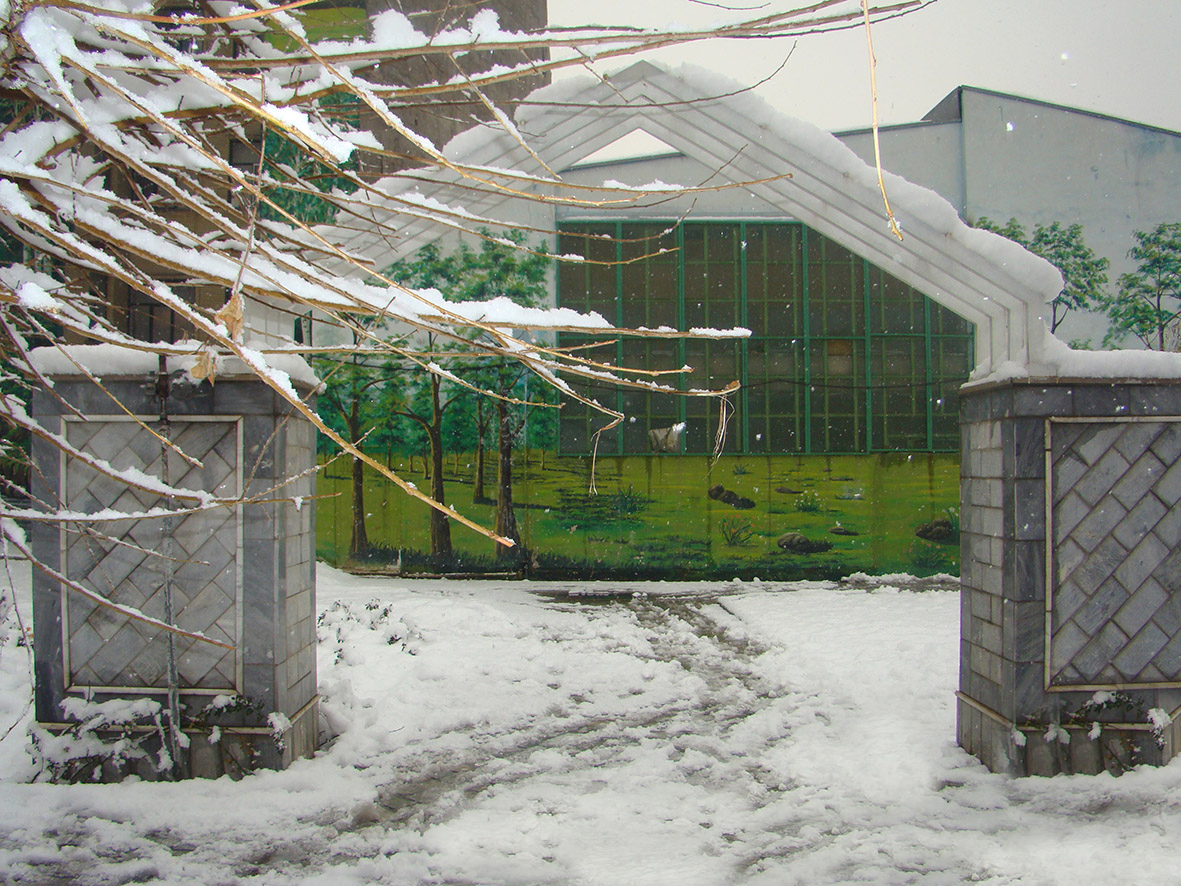
میدان چایچی تهران نو(قبل از بازسازی) - تهران - زمستان ۱۳۹۳
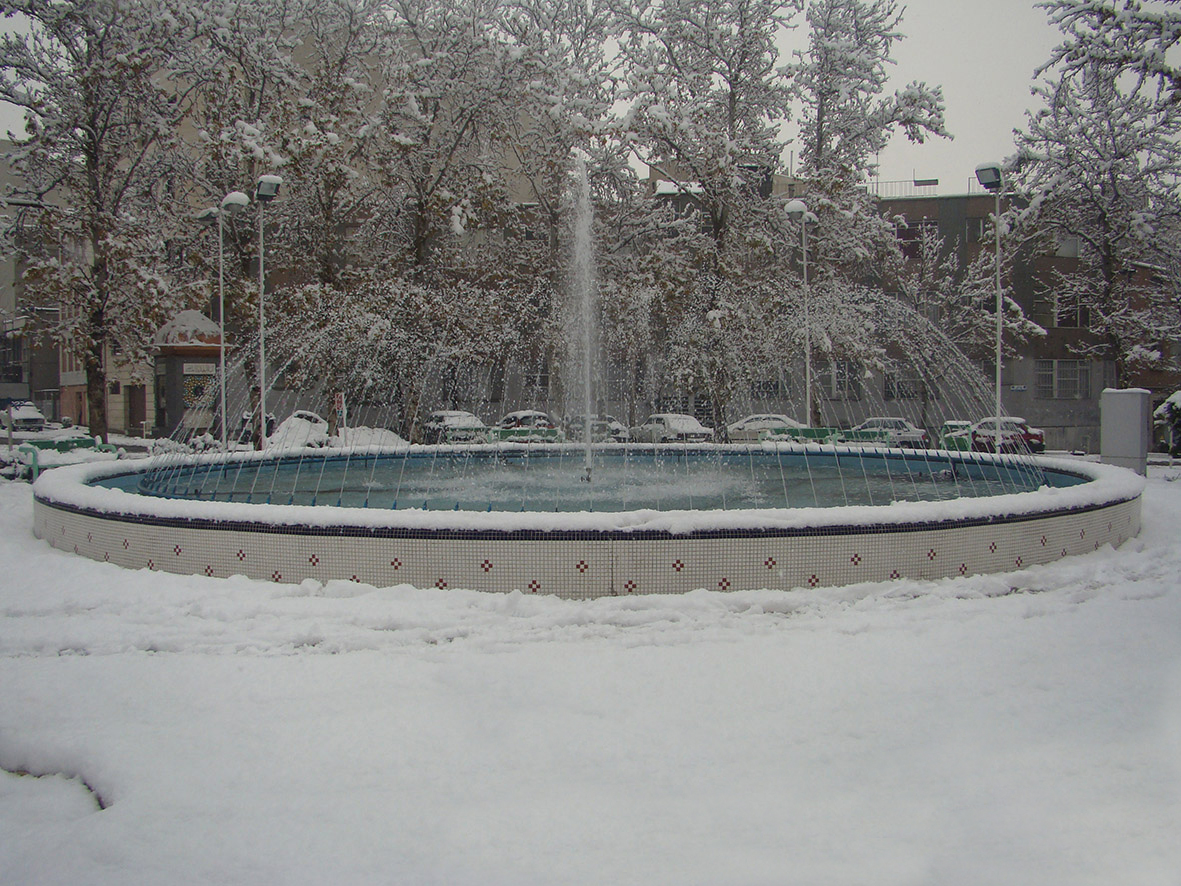
میدان چایچی تهران نو(قبل از بازسازی) - تهران - زمستان ۱۳۹۳
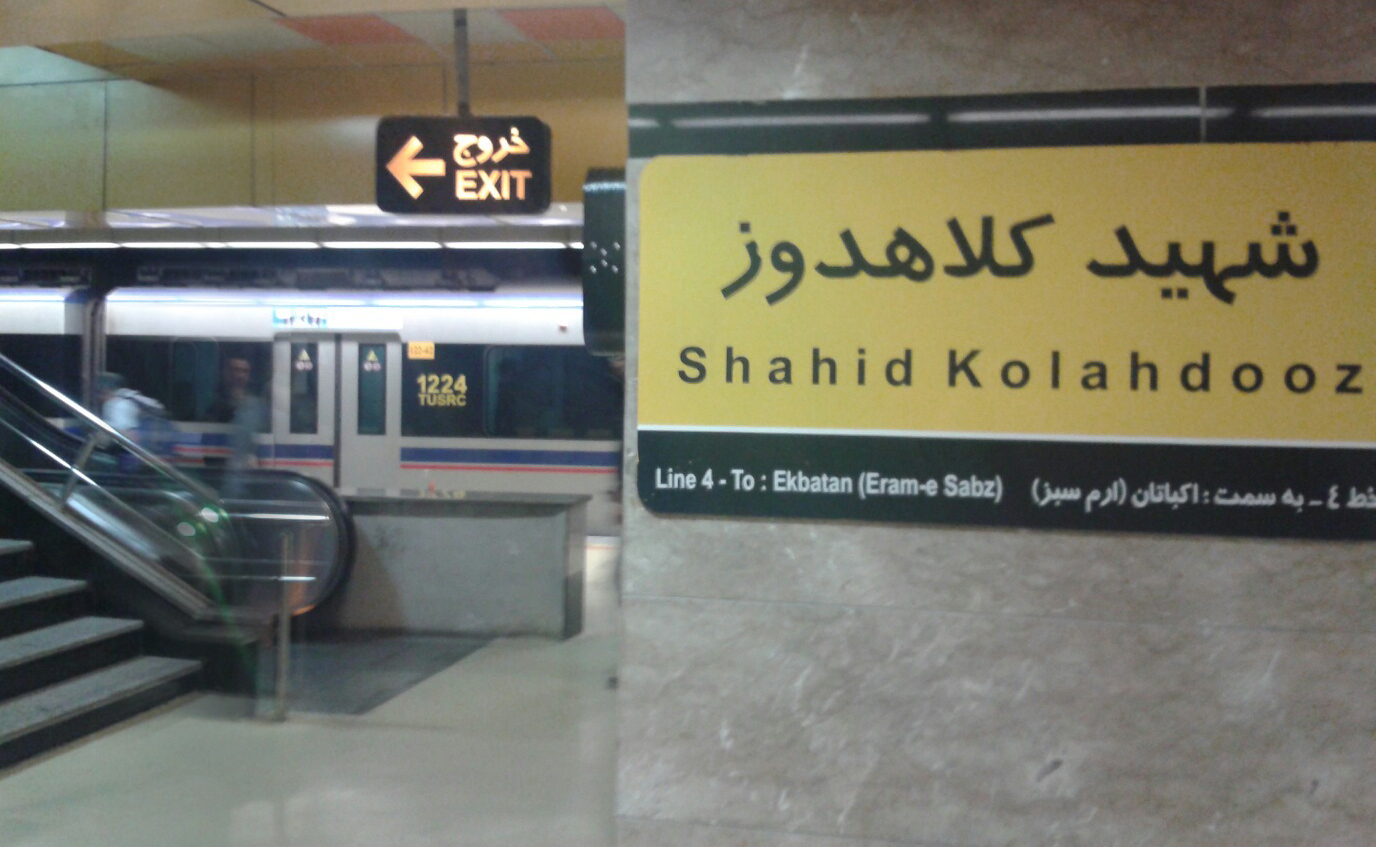
ایستگاه متروی شهید کلاهدوز (تهران نو قدیم) - خرداد ۱۳۹۳